# Zofia Nowakowska (historyk)
Zofia Nowakowska (ur. 22 września 1928 w Milczanach) – polska historyk, nauczycielka, muzealnik i działaczka społeczna.

## Życiorys
W 1960 osiedliła się w Gorzowie Wielkopolskim, gdzie pracowała jako nauczycielka historii i kierownik internatu Liceum Pielęgniarskiego. W latach 1968–1975 była dyrektorem Muzeum Lubuskiego, następnie pełniła funkcję zastępcy dyrektora. Współtworzyła i kierowała (1972–1987) oddziałem Polskiego Towarzystwa Historycznego.
W 1980 zainicjowała powstanie i stanęła na czele Klubu Pioniera, organizacji upamiętniającej i wspierającej gorzowskich pionierów – środowisko osób, które osiedliło się w mieście i współtworzyło polską administrację bezpośrednio po II wojnie światowej.
W 2015 została wyróżniona tytułem honorowego obywatela Gorzowa Wielkopolskiego.